# 対策型検診
対策型検診（たいさくかたけんしん）とは、集団全体の死亡率減少を目的として実施する検診。
公共的な予防対策として行われる。このため、有効性が確立したがん検診を選択し、利益は不利益を上回ることが基本条件となる。
日本で対策型検診としては、市区町村が行う住民検診が該当する。
公的な補助金が出るので、無料か自己負担が少額ですむ。これは受診者の不利益が最小になるような方法が基本とされているからである。
市区町村から委託を受けた機関が行うこともある。

## 概要
現在日本でがんスクリーニングとして、対策型検診と任意型検診の２つがある。日本の対策型検診のがん検診は５種あり、胃がん・大腸がん・肺がん・乳がん・子宮頸がんである。任意型検診は、対策型検診以外の検診が該当するが、その方法・提供体制は様々である。典型的な例は、医療機関や検診機関が行う人間ドックが該当するが、保険者による予防給付や個人による受診選択など受診形態も様々である。

## がん対策
がん対策の基本は、がんの罹患率・死亡率を減少させることにより、国民の疾病負担を軽減することにある。３つの基本的な考え方がある。「がん検診アセスメント」「がん検診マネジメント」「受診率対策」が重要であり、これらのうち1つでも欠けると、目標に到達することが難しくなる。

### がん検診アセスメント
進行の早いがんは早期で見つけることのできる期間が短く、検査で早期発見をするのが困難です。一方、数十年もの間早期の期間が続くがんもあり、放置しても死に至らないと考えられるものもある。死亡には至らない前がん病変や早期のがんを見つけている可能性がある。こうした病変を多く見つけることは、がん検診の目的であるがん死亡率の減少にはつながらない可能性がある。
がん死亡率が確実に減少するものを科学的に検討し、有効性の確立した検診を対策型検診として実施すべき方法を「推奨」としてまとめたものが、「がん検診ガイドライン」である。

### がん検診マネジメント
有効性の確立したがん検診であっても、正しく実施しなければ目標に到達することはできない。がん検診が正しく行われているかを検証し、不備な点を改善する必要がある。また、がん検診について技術的な支援だけではなく、システムとして適切に運用されているか検証しつつ、その結果に基づき改善する必要がある。

### 受診率対策
受診者が増えたとしても、有効性が不明な検診や精度管理が不十分な場合、最終的な目標への到達は困難である。受診者にがん検診の正しい知識を知ってもらい、その上で、医療従事者が受診者に対して適切に後押ししながら、検診の必要性を喚起し、継続して受診できる環境づくりに努める必要がある。

## 対策型がん検診と任意型がん検診
対策型がん検診と任意型がん検診の比較を表にした。
|              | 対策型がん検診（住民検診など） | 任意型がん検診（人間ドックなど ） |
| ------------ | --- | --- |
| 日本         | 胃がん 大腸がん 肺がん 乳がん 子宮頸がん | 種々 |
| 目的         | 対象集団全体の死亡率を下げる | 個人の死亡リスクを下げる |
| 検診提供者   | 市区町村 | 特定されない |
| 検診対象者   | 検診対象として特定された集団構成員の全員(一定の年齢範囲の住民など) ただし、無症状であること。症状があり、診療の対象となる者は該当しない              | 定義されない。ただし、無症状であること。症状があり、診療の対象となる者は該当しない                                                                                 |
| 検診費用     | 無料、あるいは一部小額の自己負担が設定される | 全額自己負担。ただし健保組合などで一定の補助を行っている場合もある。                                                                                               |
| 提供体制     | 公共性を重視し、個人の負担を可能な限り軽減した上で、受診対象者に等しく受診機会があることが基本となる                                                 | 提供者の方針や利益を優先して、医療サービスが提供される |
| 受診勧奨方法 | 当該がんの死亡率減少効果が確立している方法を実施する                                                                                                 | 一定の方法はない |
| 検診方法     | 当該がんの死亡率減少効果が確立している方法を実施する                                                                                                 | 当該がんの死亡率減少効果が確立している方法が選択されることが望ましい。ただし個人あるいは検診実施機関により、死亡率減少効果が明確ではない方法が選択される場合がある |
| 利益と不利益 | 利益と不利益のバランスを考慮する。利益が不利益を上回り、不利益を最小化する                                                                           | 検診提供者が適切な情報を提供したうえで、個人のレベルで判断する |
| 受診の判断   | がん検診の必要性や利益・不利益について、広報等で十分情報提供が行われた上で、個人が判断する                                                           | がん検診の限界や利益・不利益について、文書や口頭で十分説明を受けた上で、個人が判断する。                                                                           |
| 感度・特異度 | 特異度が重視され、不利益を最小化することが重視されることから、最も感度の高い検診方法が必ずしも選ばれない                                             | 最も感度の高い検査が優先されがりであることから、特異度が重視されず、不利益を最小化することが困難である                                                             |
| 精度管理     | がん登録を利用するなど、追跡調査も含め、一定の基準やシステムのもとに、継続して行われる                                                               | 一定の基準やシステムはなく、提供者の裁量に委ねられている |
| 具体例       | 健康増進事業による市区町村の住民対象のがん検診(特定の検診施設や検診車による集団方式と、検診実施主体が認定した個別の医療機関で実施する個別方式がある) | 検診機関や医療機関で行う人間ドックや総合健診 、 保険者が福利厚生を目的として提供する人間ドック                                                                     |

### 有効性評価ガイドライン
対策型がん検診と任意型がん検診についての厚労省研究班/国立がん研究センターによるがん検診有効性評価ガイドラインを以下に表に示す。
| 臓器       | 検査                                                                                        | 推奨 | 対策型検診 | 任意型検診                       |
| ---------- | ------------------------------------------------------------------------------------------- | ---- | ---------- | -------------------------------- |
| 大腸がん   | 便潜血検査                                                                                  | A    | 推奨する   | 推奨する                         |
| 大腸がん   | 全大腸内視鏡・S状結腸・内視鏡・注腸X線                                                      | C    | 推奨しない | 条件付きで 実施できる            |
| 胃がん     | 胃X線                                                                                       | B    | 推奨する   | 推奨する                         |
| 胃がん     | 胃内視鏡                                                                                    | B    | 推奨する   | セ推奨する                       |
| 胃がん     | ペプシノゲン                                                                                | I    | 推奨しない | 個人の判断に基づく受診は妨げない |
| 肺がん     | 胸部X線と喀痰細胞診                                                                         | B    | 推奨する   | 推奨する                         |
| 肺がん     | 低線量CT                                                                                    | I    | 推奨しない | 個人の判断に基づく受診は妨げない |
| 前立腺がん | PSA                                                                                         | I    | 推奨しない | 個人の判断に基づく受診は妨げない |
| 子宮頸がん | 細胞診                                                                                      | B    | 推奨する   | 推奨する                         |
| 子宮頸がん | HPV検査（「有効性評価に基づく子宮頸がん検診ガイドライン」の改訂に向けた議論の中で、検討中） | I    | 推奨しない | 個人の判断に基づく受診は妨げない |
| 乳がん     | マンモグラフィ単独法(40~74歳)                                                               | B    | 推奨する   | 推奨する                         |
| 乳がん     | マンモグラフィと視触診の併用法(40~ 64歳)                                                    | B    | 推奨する   | 推奨する                         |
| 乳がん     | マンモグラフィ単独法及びマンモグラフィと視触診の併用法(40歳未満)                            | I    | 推奨しない | 個人の判断に基づく受診は妨げない |
| 乳がん     | 視触診単独法                                                                                | I    | 推奨しない | 個人の判断に基づく受診は妨げない |
| 乳がん     | 超音波検査(単独法・マ ンモグラフィ併用法)                                                   | I    | 推奨しない | 個人の判断に基づく受診は妨げない |

A・B:利益が不利益を上回る、C:利益と不利益が近接している、D:不利益が利益を上回る、I:証拠不十分

### USPSTFの推奨グレード
アメリカ合衆国予防医学専門委員会 （Preventive Services Task Force, USPSTF）の推奨グレードを表に出す。
| 部位       | 更新年 | 推奨グレード | 推奨グレード | 推奨グレード |
| ---------- | ------ | ------------ | ------------ | ------------ |
| 乳がん     | 2016   | 40-49歳 C    | 50-74歳 B    | 75歳以上 I   |
| 子宮頸がん | 2012   | 21歳未満 D   | 21-65歳 A    | 65歳以上 D   |
| 大腸がん   | 2016   | 50-75歳 A    | 76-85歳 C    | 86歳以上 D   |
| 肺がん     | 2013   | 55-80歳 B    |              |              |
| 前立腺がん | 2018   | 55-69歳 C    | 70歳以上 D   |              |
| 甲状腺がん | 2017   | D            |              |              |
| 卵巣がん   | 2018   | D            |              |              |

A・B:利益が不利益を上回る、C:利益と不利益が近接している、D:不利益が利益を上回る、I:証拠不十分
指針に基づかない卵巣がん、甲状腺がん、PET検査や腫瘍マーカー検査の検診を実施している市町村について、当該検診を受ける ことによる合併症や過剰診断等の不利益が利益を上回る可能性がある。とされた。